# La nueva madre
La nueva madre es un cuento escrito por Lucy Clifford y publicado por primera vez en su colección de cuentos infantiles, The Anyhow Stories, Moral and Otherwise en 1882. El cuento ha sido reimpreso en antologías, incluyendo The Dark Descent, y fue reescrito para la serie Scary Stories to Tell in the Dark.

## Argumento
Blue-Eyes y Turkey son dos hermanas que viven con su madre y un bebé en una casita al borde de un bosque, mientras su padre está ausente trabajando en el mar. Las niñas son obedientes y ayudan a su madre en lo posible. Un día, de camino al pueblo cercano, se encuentran con una joven misteriosa que lleva un pequeño tambor o caja de juguete. La muchacha les promete mostrarles un prodigio (dos diminutas figuras humanas que viven dentro de su tambor) con la condición de que ellas sean traviesas y se porten mal. Intrigadas por la promesa, Blue-Eyes y Turkey regresan a casa decididas a “ser malas” para complacer la petición de la joven.
Cuando las niñas comienzan deliberadamente a desobedecer y romper utensilios en casa, su madre, desconcertada, les advierte con tristeza sobre las consecuencias de su comportamiento: si continúan siendo traviesas, ella se verá obligada a marcharse y enviar en su lugar a una “nueva madre, con ojos de cristal y una cola de madera” que las cuidará. Pese a la amenaza, Blue-Eyes y Turkey, tentadas por la curiosidad, persisten en su mala conducta. Finalmente la madre, cumpliendo su palabra, las abandona llorando y se aleja del hogar. Esa misma noche, las niñas atemorizadas vislumbran la llegada de la temible nueva madre: una figura apenas perceptible que rompe la puerta con el golpe de su pesada cola de madera. La siniestra intrusa se instala en la casita, mientras Blue-Eyes y Turkey huyen al bosque. Desde entonces, las hermanas quedan condenadas a vivir a la intemperie, espiando en vano su antiguo hogar, donde a veces alcanzan a ver el brillo de los ojos de vidrio de la nueva madre tras la ventana.

## Personajes principales
- Blue-Eyes (“Ojos Azules”): Hija mayor de la familia, llamada así por sus ojos de intenso color azul heredados de su padre marinero. Es una niña buena y responsable al comienzo del relato, deseosa de complacer a su madre. Junto a su hermana, será corrompida por la curiosidad y la tentación de la muchacha del tambor.
- Turkey (“Pavo”): Hermana menor, apodada así porque de pequeña lloró inconsolablemente cuando un pavo del vecindario desapareció, y desde entonces la familia comenzó a llamarla por el nombre de ese animal. Al igual que Blue-Eyes, inicialmente es obediente con su madre, pero acaba dejando que la influencien para actuar mal.
- La madre: Una mujer cariñosa y abnegada que cría sola a sus hijas mientras espera el regreso de su esposo. Trabaja duro y encomienda a las niñas pequeñas tareas (como ir al correo) para ayudar en el hogar. Tras descubrir la repentina rebeldía de sus hijas, les advierte seriamente que, de no enmendarse, ella deberá marcharse y enviar en su lugar a una “nueva madre” que las sustituya. Finalmente, con gran dolor, la madre cumple su advertencia y abandona el hogar para dar una lección a Blue-Eyes y Turkey.
- La nueva madre: Figura sobrenatural y amenazante que toma el lugar de la madre verdadera cuando ésta se va. Se la describe con ojos de cristal y una cola de madera, rasgos que la vuelven especialmente aterradora. En el relato nunca se revela su rostro por completo; solo se la percibe de manera parcial (el sonido de su cola golpeando el suelo, el destello de sus ojos vidriosos). Representa el castigo último por la desobediencia de las niñas, asumiendo el papel de una madrastra cruel e inhumana.
- La muchacha del tambor: Joven desconocida que las niñas encuentran junto al camino. Lleva un tambor en forma de caja (un peardrum en el original inglés) oculto bajo su chal, donde asegura que viven un hombrecito y una mujer diminutos que bailan y hacen música. Actúa como tentadora, incitando a Blue-Eyes y Turkey a portarse mal con la promesa de revelarles el contenido mágico de su tambor. Su papel es decisivo en la caída en desgracia de las niñas. Al final del cuento se sugiere que la muchacha sabía del destino que les aguardaba e intencionalmente provocó la llegada de la nueva madre.

## Recepción y crítica
En su época de publicación, Lucy Clifford gozó de buen reconocimiento literario; sus novelas y relatos obtuvieron buena acogida entre el público y la crítica victoriana “The New Mother” se presentó originalmente como un cuento infantil con moraleja, en la tradición didáctica de finales del siglo XIX. Este tipo de relatos aleccionadores, que inculcaban obediencia a los niños mediante el miedo, no era inusual en la literatura victoriana. No obstante, la atmósfera particularmente oscura y punitiva de “La nueva madre” la hizo destacar como una historia inquietante incluso para su época. Algunos comentaristas modernos sugieren que lectores infantiles pudieron encontrarla excesivamente perturbadora debido a sus elementos macabros y castigos desmesurados.
Tras la Primera Guerra Mundial, la obra de Clifford cayó en el olvido. El cambio de gustos literarios durante los años 1920, con el surgimiento de la modernidad y autores como Virginia Woolf o James Joyce, desplazó las sensibilidades victorianas y relegó relatos góticos como “La nueva madre” a un segundo plano. Durante gran parte del siglo XX, el cuento permaneció poco conocido y ausente del canon popular. Sin embargo, hacia finales del siglo XX e inicios del XXI, “The New Mother” fue redescubierto y revalorizado por críticos y académicos. Hoy en día se le reconoce como una pieza de singular valor dentro de la literatura gótica victoriana y el terror clásico.

## Influencia y adaptaciones
“La nueva madre” ha ejercido una notable influencia en la cultura popular, dejando su huella en obras literarias posteriores y en otras formas de ficción. En el ámbito literario, diversos autores se han inspirado en la premisa de Clifford. Cabe destacar el caso de Henry James –amigo personal de Lucy Clifford–, cuyo célebre relato gótico Otra vuelta de tuerca (1898) presenta paralelismos temáticos con “La nueva madre”. Se ha sugerido que James pudo tomar inspiración del cuento de Clifford para su novela, dado que ambas exploran la figura de una institutriz o madre sustituta inquietante que amenaza la inocencia. Más explícita es la influencia en la obra de  Neil Gaiman: el propio Gaiman ha reconocido que su novela corta Coraline (2002) estuvo inspirada en gran medida por “The New Mother”. En Coraline aparece una temible “otra madre” con botones por ojos que engaña a la protagonista para que la acepte en lugar de sus verdaderos padres, un concepto claramente emparentado con la nueva madre de Clifford.
A través de Coraline, la imaginería de “La nueva madre” ha alcanzado una audiencia masiva en otros medios. La novela de Gaiman fue adaptada al cine en la película de animación Coraline (2009), dirigida por Henry Selick. 
La premisa de una madre sustituta sobrenatural que amenaza a niños ha aparecido en otras producciones de terror, mostrando la perdurable influencia del relato victoriano. Un ejemplo señalado por la crítica es el cortometraje hispano-canadiense Mamá (2008), dirigido por Andy Muschietti, y la película homónima posterior (2013) producida por Guillermo del Toro. 